# Iso Rivolta
De Iso Rivolta of Iso IR 300 was een luxe coupé die van 1962 tot 1970 werd gebouwd door het Italiaanse Iso Autoveicoli S.p.A.

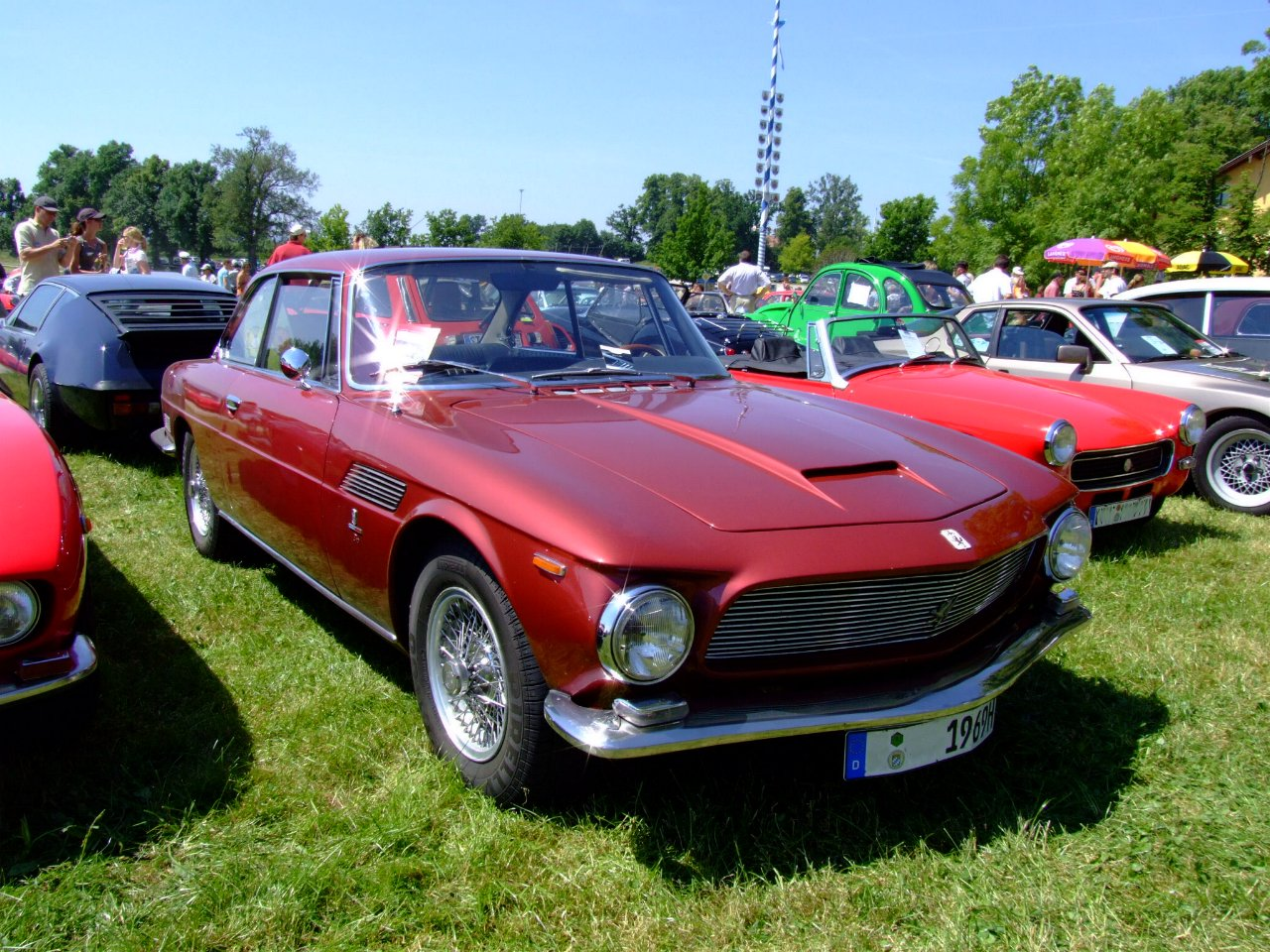
Iso Rivolta 1969

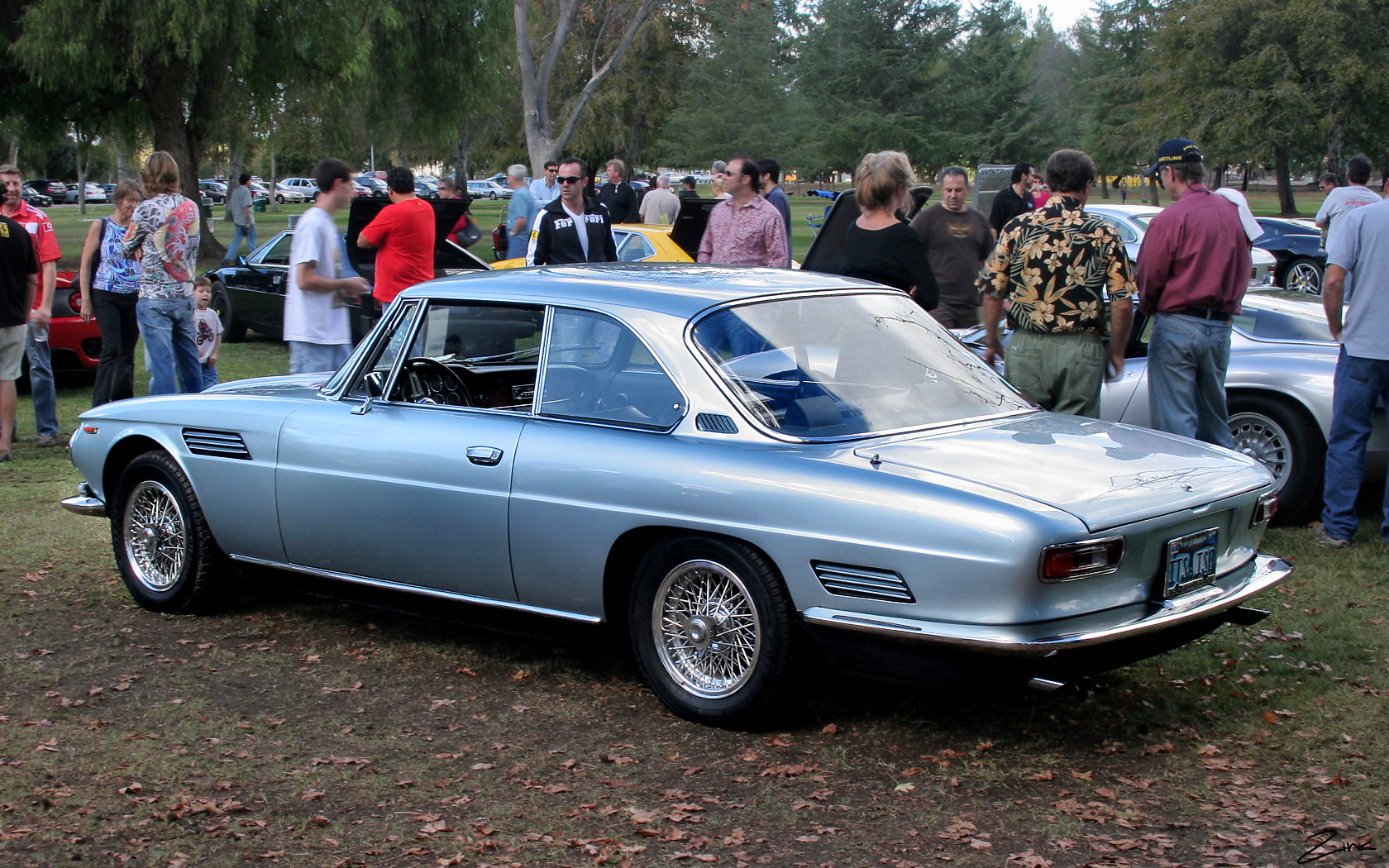
Iso Rivolta GT 1966

Renzo Rivolta, de eigenaar van Iso, wilde zich in het begin van de jaren 60 gaan richten op het segment van de luxe sportwagens. In samenwerking met de van Ferrari afkomstige technisch ingenieur Giotto Bizzarrini wilde hij een Gran Turismo in de ware zin van het woord ontwikkelen. In de motorsport zou de Iso Rivolta echter gezien worden als een Touring Car.
De vierzits carrosserie werd ontworpen door Giorgetto Giugiaro, destijds werkzaam bij Bertone. De Rivolta werd voorzien van een 5,4-liter Chevrolet V8 motor en was uitgerust met onafhankelijke voorwielophanging, een De Dion achteras en schijfremmen rondom, gebaseerd op de ontwerpen van Jaguar. Dit technisch concept zou gebruikt worden voor alle in serie gebouwde wagens van Iso, zoals de vierdeurs sedan Iso Fidia, de sportwagen Iso Grifo en de opvolger voor de Rivolta, de Iso Lele.
In eerste instantie was de eerste echte auto van Iso bedoeld als concurrent van de Fiat 2300 Coupé. De hoge productiekosten leidden er echter toe dat de auto in de markt werd gezet als een snelle luxueuze coupé met de krachtbron die ook in de Chevrolet Corvette te vinden was. De productie van Iso's meest succesvolle model eindigde in 1970. Op dat moment waren 797 exemplaren geproduceerd.